# 篠原 (神戸市)
篠原（しのはら）は兵庫県神戸市灘区の大字の一つで、同区中央部都賀川上流域に広がり、住居表示未実施の山林部が残る。
北から北東にかけて六甲山町、東が北から順に大月台、篠原台、篠原伯母野山町、南が篠原本町、西が南から長峰台、大石。
元々篠原字だった「篠原」の付く町名に篠原北町、篠原中町、篠原本町、篠原南町、篠原台、篠原伯母野山町がある。
『灘区の地名』によれば土地の人は「シノハラ」といわず「シノワラ」と呼ぶという。
令和2年国勢調査（2020年10月1日）における世帯数51、人口246、うち男性77人、女性169人。郵便番号：657-0002。

## 歴史
地名の由来について楠原佑介らは『古代地名語源辞典』で「シノ（濡れたところ）・ハラ（原）」で湿地を意味するとしている。『灘の町名』では大石川（六甲川）の川沿に笹薮が多かったところからついたという
中世には都賀荘に属し「しの原」と呼ばれた。
本町から中町にかけての小字名「満所」から都賀荘の政所（まんどころ）があったことが推定される。荘官の若林氏は藤原摂政関白の時代に大和国から移ってきたとも古来からのこの地の豪族であったとも言われるが定かではない。『神戸の町名 改訂版』では篠原本町の厳島神社に兎名足宮（うなたりのみや）が応安3年（1370年）を大和国添上郡佐保村の兎名足権現から勧進し合祀されたのを大和との繋がりを示す傍証の一つとしている。
文禄の検地で篠原村として独立。片桐貞隆の所領となったが実際には天正19年（1591年）の村高帳、「正保郷帳」ともに貞隆の与力だった西川八右衛門の知行地となっている。
江戸時代中期には篠原村山田のうち20石ばかりが下総国古河藩土井氏の所領となり、残りは天領となった。
政所の他、古屋敷、元屋敷、的掛け、的場、宿の宮、東殿（とうでん）などの小字名があった。
この地方に伝わる俚謡（さとうた）に「篠原すぎたるなんじゃいな　しのわらすぎたる寺三軒　八幡すぎたるなんじゃいな　やわたにすぎたる地車神輿（だんじりみこし）　高羽すぎたるなんじゃいな　たこうにすぎたる女の子」とあり、「寺三軒」とは祥龍寺、慶隆寺、光専寺を指し、うち慶隆寺は高羽の光台寺と併合して慶光寺となった。